# Trzy na jednego
Trzy na jednego (ang. Big Love) – amerykański serial telewizyjny, emitowany przez telewizję HBO od 12 marca 2006. Opowiada o poligamicznej rodzinie z Utah. W rolach głównych występują Bill Paxton, Chloë Sevigny, Jeanne Tripplehorn, Ginnifer Goodwin i Harry Dean Stanton. 
Pierwszy sezon liczy 12 odcinków. Drugi sezon, także 12-odcinkowy, emitowany był w HBO od 11 czerwca 2007 roku. Łącznie powstało 5 sezonów.

## Nagrody

### Złote Globy
2010
- Złoty Glob - Najlepsza aktorka drugoplanowa w serialu, miniserialu lub filmie telewizyjnym  Chloë Sevigny

### Amerykańska Gildia Scenarzystów
2007
- WGA (TV) - Najlepszy scenariusz odcinka serialu dramatycznego  Mark V. Olsen, Will Scheffer - za odcinek pilotażowy[1]